# Sabrina P. Ramet
Sabrina Petra Ramet (1949) es una politóloga especializada en el estudio de Europa del Este.

## Biografía
Nació en Londres el 26 de junio de 1949. Es politóloga y antigua profesora de la Escuela de Estudios Internacionales de la Universidad de Washington, y de la Universidad Noruega de Ciencia y Tecnología. Ha escrito o editado diversas obras sobre Europa del Este, siendo considerada la «autora [y autor] más prolífica en inglés sobre la Antigua Yugoslavia».

## Obra
Entre sus publicaciones se encuentran:
Autora
- Nationalism and Federalism in Yugoslavia, 1963-1983 (Indiana University Press, 1984).[3]
- Cross and Commissar: The Politics of Religion in Eastern Europe and the USSR (Indiana University Press, 1987).[4]
- Social Currents in Eastern Europe: The Sources and Meaning of the Great Transformation (Duke University Press, 1991).[9]
- Balkan Babel: Politics, Culture, and Religion in Yugoslavia (Westview, 1992).[10][b]
- Whose Democracy? Nationalism, Religion, and the Doctrine of Collective Rights in Post-1989 Eastern Europe (1997).[13]
- Nihil Obstat: Religion, Politics and Social Change in East Central Europe and Russia (Duke University Press, 1998).[14][15]
- Thinking about Yugoslavia: Scholarly Debates about the Yugoslav Breakup and the Wars in Bosnia and Kosovo (Cambridge University Press, 2005).[16]
- The Three Yugoslavias: State-Building and Legitimation, 1918-2005 (Indiana University Press, 2006).[17][8]
- The Liberal Project and the Transformation of Democracy: The Case of East Central (Cambridge University Press, 2007).[18]
- The Catholic Church in Polish history: from 966 to the present (Palgrave Macmillan, 2017).[19]

Editora
- Religion and Nationalism in Soviet and East European Politics (Duke University Press, 1984).[20]
- Eastern Christianity and Politics in the Twentieth Century (Duke University Press, 1988).[5]
- Catholicism and Politics in Communist Societies (Duke University Press, 1990).[21]
- Rocking the State: Rock Music and Politics in Eastern Europe and Russia (Westview Press, 1994).[22]
- Gender Reversals and Gender Cultures: Anthropological and Historical Perspectives (Routledge, 1996).[23]
- The Radical Right in Central and Eastern Europe since 1989 (Pennsylvanis State University Press, 1999).[24]
- Gender Politics in the Western Balkans. Women and Society in Yugoslavia and the Yugoslav Successor States (Pennsylvania University Press, 1999).[25]
- Croatia since Independence: War, Politics, Society, Foreign Relations. (R. Oldenbourg Verlag, 2008), junto a Konrad Clewing y Reneo Lukić.[26]
- Central and Southeast European Politics since 1989 (Cambridge University Press, 2010).[27]
- The Bosnian Diaspora: Integration in Transnational Communities (Ashgate, 2011), junto a Marko Valenta.[28]
- Serbia and the Serbs in World War Two (Palgrave Macmillan, 2011), junto a Ola Listhaug.[29]
- Bosnia–Herzegovina since Dayton: civic and uncivic values (Longo Editore, 2013), junto a Ola Listhaug.[30]
- Religion and Politics in Post-Socialist Central and Southeastern Europe. Challenges since 1989 (Palgrave Macmillan, 2014).[31]